# Friedrich Loofs
Friedrich Loofs, född den 19 juni 1858 i Hildesheim, död den 13 januari 1928 i Halle, var en tysk teolog. 
Loofs blev professor i kyrkohistoria i Halle 1888. Han tillhörde den ritschlska skolan och blev känd som en betydande dogmhistorisk forskare. Loofs var dessutom en av grundarna av tidskriften Die christliche Welt och medutgivare av Theologische Studien und Kritiken. Bland hans arbeten märks Leitfaden zum Studium der Dogmengeschichte (1889, 4:e upplagan 1906) och Symbolik (1902).